# Большое Шевелёво (Смоленская область)
Большое Шевелёво — упразднённая деревня на территории Усвятского сельского поселения Дорогобужского района Смоленской области России.

## География
Располагалась в центральной части области в 16,6 км к востоку от Дорогобужа, в 5,8 км севернее автодороги Р134 «Старая Смоленская дорога», на берегу реки Днепр.
Рядом находится одноимённый карьер. 54,996111° с. ш. 33,074167° в. д.

## История
В годы Великой Отечественной войны деревня была оккупирована гитлеровскими войсками в октябре 1941 года, освобождена в сентябре 1943 года.
По воспоминаниям местной жительницы Бариновой (Поздняковой) В. Д. « Немцы сгоняли всех жителей в сарай и хотели его сжечь, но вовремя пришли партизаны и освободили нас».

## Археология
В пятистах метрах к северу — северо-западу от деревни и в ста метрах от развилки дорог на шоссе Дорогобуж — Быково, на деревню Успенское (бывшее Малое Шевелево) и на карьер Большое Шевелево, на мысовидном выступе левого коренного берега Днепра, в двухстах пятидесяти метрах к юго-западу от устья ручья Корек, в лесу находится городище Большое Шевелево. Городище представляет собой овальную в плане площадку, около 17 на 20 метров, на высоте 17 метров над поймой. С напольной восточной стороны сохранился вал (высотой до одного метра) с неглубоким рвом. Площадка прорезана окопами времён Великой Отечественной войны.